# Ernst Messerschmid
Ernst Willi Messerschmid (* 21. Mai 1945 in Reutlingen, Baden-Württemberg) ist ein deutscher Physiker und ehemaliger Astronaut.

## Leben
Ernst Messerschmid wuchs in Reutlingen-Sondelfingen auf. Nach dem Abschluss der Volksschule Reutlingen-Sondelfingen absolvierte er von 1960 bis 1963 eine Ausbildung zum Flaschner und Installateur im elterlichen Handwerksbetrieb. Parallel dazu belegte er Abendkurse an der Berufsaufbauschule und erwarb die Fachschulreife. Von 1963 bis 1965 besuchte er die Technische Oberschule Stuttgart und erlangte auf dem zweiten Bildungsweg sein Abitur als Klassenbester. Von 1965 bis 1967 war er als Wehrdienstleistender bei der Bundeswehr.

### Studium und Anfänge der wissenschaftlichen Laufbahn
Nach dem Wehrdienst nahm Ernst Messerschmid 1967 als Stipendiat der Studienstiftung des deutschen Volkes sein Physikstudium auf. Er besuchte zunächst die Eberhard-Karls-Universität in Tübingen und ging 1970 für ein Jahr als Gastwissenschaftler an das europäische Kernforschungszentrum CERN im schweizerischen Genf. Dann setzte er sein Studium an der Rheinischen Friedrich-Wilhelms-Universität in Bonn (Nordrhein-Westfalen) fort und erwarb 1972 sein Diplom.
Anschließend kehrte Messerschmid zum CERN zurück und forschte drei Jahre in Genf. 1975 ging er als wissenschaftlicher Mitarbeiter in die USA an das Brookhaven National Laboratory auf Long Island (New York), wo er an der Entwicklung von Teilchenbeschleunigern beteiligt war.
Im Jahr darauf nahm er eine Stelle in seiner baden-württembergischen Heimat an: Er arbeitete als wissenschaftlicher Assistent an der Albert-Ludwigs-Universität in Freiburg im Breisgau und schrieb an seiner Doktorarbeit (Untersuchungen der longitudinalen Instabilität von relativistischen Protonenstrahlen in Kreisbeschleunigern). 1976 promovierte er zum Dr. rer. nat. und ging für ein Jahr nach Hamburg. Am Deutschen Elektronen-Synchrotron (DESY) arbeitete er an der Strahloptik des Speicherrings PETRA.

### Astronautentätigkeit
1977 hatte die damalige DFVLR (Deutsche Forschungs- und Versuchsanstalt für Luft- und Raumfahrt) in allen großen bundesdeutschen Tageszeitungen nach Experimentatoren für das europäische Raumlabor Spacelab gesucht. Ähnliche Anzeigen wurden von den übrigen nationalen Organisationen der ESA-Mitgliedstaaten veröffentlicht. Die Europäische Weltraumorganisation (ESA) suchte Bewerber, um ihre erste Astronautengruppe aufzubauen. Den Aspiranten wurde in Aussicht gestellt, in dem von der ESA gebauten Raumlabor an Bord des US-amerikanischen Space Shuttle forschen zu können. Insgesamt reichten rund 2.000 Wissenschaftler ihre Unterlagen ein – davon allein 700 aus der Bundesrepublik.
Messerschmid, der zu jener Zeit am DESY tätig war, fand die Aussicht, im All arbeiten zu können, interessant. Er reichte seine Unterlagen ein, durchlief das Auswahlverfahren und gehörte schließlich zu den fünf nationalen Finalisten. Es war jedoch Ulf Merbold, der für die Bundesrepublik das Rennen machte und dem ESA-Hauptquartier gemeldet wurde.
1978 wechselte Messerschmid zur DFVLR, der Vorläuferin des heutigen DLR, und kam an das Institut für Nachrichtentechnik in Oberpfaffenhofen (Bayern). Er arbeitete an satellitengestützten Rettungsdiensten und künftigen Navigationssystemen. Fünf Jahre später fragte die DFVLR die Finalisten, die 1977 gescheitert waren, ob sie noch Interesse hätten, an einem Raumflug teilzunehmen.
Die Bundesrepublik hatte mit den USA vereinbart, eine eigene Spacelab-Mission Mitte der 1980er Jahre an Bord des Space Shuttles durchzuführen. Die hauptsächlich aus Deutschland stammenden Experimente sollten von bundesdeutschen Raumfahrern betreut werden. Dafür war es erforderlich, weitere Kandidaten auszuwählen. Im Dezember 1982 wurden Messerschmid und sein Berliner Kollege Reinhard Furrer als Wissenschaftsastronauten der Öffentlichkeit vorgestellt.
Nach einer mehrjährigen intensiven Vorbereitung flogen Messerschmid und Furrer an Bord der US-Raumfähre Challenger in den erdnahen Weltraum. Sie betreuten die 75 Versuchsanordnungen während der Mission D1 im Herbst 1985. Es war der erste von Deutschland finanzierte Spacelab-Flug (deshalb die Bezeichnung D1). Nach sieben Tagen ging das Wissenschaftsunternehmen erfolgreich zu Ende.

### Lehrtätigkeit
Seitdem Messerschmid 1986 seinen Dienst im deutschen Astronautenkader aufgab, hatte er – in unterschiedlichen Positionen – eine feste Lehrtätigkeit an der Universität Stuttgart inne. Im November des Jahres nahm er eine Berufung zum ordentlichen Professor an und wurde Direktor des Instituts für Raumfahrtsysteme (IRS). Daneben war er ab 1989 zehn Jahre lang Sprecher des Sonderforschungsbereiches „Hochtemperaturprobleme rückkehrfähiger Raumtransportsysteme“ (SFB 259).
1990 wurde Messerschmid für zwei Jahre zum Dekan des Fachbereichs für Luft- und Raumfahrttechnik gewählt, war danach stellvertretender Leiter dieser Fakultät, bevor er ab Oktober 1996 für zwei Jahre als Prorektor für Forschung und Technologie der Universität arbeitete. Von 1998 bis zu seiner Emeritierung 2013 ging er wieder seinem Lehrauftrag am IRS nach – mit Ausnahme von vier Jahren, die er sich von seinem Ordinariat beurlauben ließ: von 2000 bis 2004 war er Leiter des Europäischen Astronautenzentrums (EAC) in Köln. Dort war er für die Ausbildung der Astronauten verantwortlich.
Neben seiner universitären Forschungstätigkeit ist Messerschmid vielfältig engagiert: von 1987 bis 1992 gehörte er dem Beratungskomitee für Hermes an und beriet die europäische Weltraumorganisation in Sicherheitsfragen der Raumfähre. Für vier Monate war er ab Oktober 1991 für die ESA Vorsitzender des Auswahlgremiums der europäischen Astronauten am EAC und zwischen Oktober 1992 bis Juni 1993 hatte er den Vorsitz des Auswahlgremiums für Raumfahrtprogramme der DLR inne. Außerdem bildete er die deutschen Raumfahrer für D-2 (Schlegel/Walter/Brümmer/Thiele) und MIR '92 (Flade/Ewald) aus.
Seit 1990 hält Messerschmid Vorlesungen an der Nationalen Hochschule für Luft- und Raumfahrt, der SUPAERO, im französischen Toulouse und unterrichtet an der International Space University in Straßburg. Für die ESA leitete er ab 1994 für zwei Jahre die Space Segment Advisory Group der Telekommunikationsabteilung und war bis zum Jahr 2000 im Nutzungsausschuss für die Internationale Raumstation (ISS). Zwischen 1995 und 1997 führte er bei der Deutschen Agentur für Raumfahrtangelegenheiten die Beratergruppe für die Nutzung der ISS. Daneben war er von 1996 bis 2004 Fachgutachter für Luft- und Raumfahrttechnik bei der Deutschen Forschungsgemeinschaft.
Seine Professur für das Fachgebiet Astronautik und Raumstationen endete im Oktober 2015. Sein Nachfolger wird Reinhold Ewald.

### Sonstiges
Messerschmid veröffentlichte rund 150 wissenschaftliche Schriften, ist Mitautor von zehn Büchern und hält zehn deutsche und europäische Patente. Er ist unter anderem Träger des Bundesverdienstkreuzes Erster Klasse, der Verdienstmedaille des Landes Baden-Württemberg und der Goldenen Hermann-Oberth-Medaille. 2010 wurde er mit dem Hans-Peter-Stihl-Preis ausgezeichnet. Seit 2004 ist er Mitglied der Gelehrtenakademie Leopoldina. 2009 wurde ihm von der Technischen Universität Dresden die Ehrendoktorwürde verliehen. Weiterhin ist er Mitglied der Deutschen Akademie der Technikwissenschaften (Acatech).
Seit 1977 ist Messerschmid verheiratet.

## Schriften (Auswahl)
- Ernst Messerschmid, Stefanos Fasoulas: Raumfahrtsysteme. Eine Einführung mit Übungen und Lösungen. Springer, Berlin 2005, ISBN 3-540-21037-7.
- Ernst Messerschmid, Kian Yazdi, Johannes Uhl: Space Station Design Workshop 2002. Interdisciplinary Student Education. ESA Publication SP-1267, European Space Agency, Paris Februar 2003.
- Ernst Messerschmid, Reinhold Bertrand: Space Stations. Systems and Utilization. Springer, Berlin 1999, ISBN 3-540-65464-X.
- Ernst Messerschmid, Reinhold Bertrand, Frank Pohlemann: Raumstationen. Systeme und Nutzung. Springer, Berlin 1997, ISBN 3-540-60992-X.
- Ernst Messerschmid, Reinhold Bertrand: MELISSA. Eine LabVIEW-basierte Umgebung zur Simulation von Lebenserhaltungssystemen. In: Jamal Rahman, Hans Jaschinski (Hrsg.): Virtuelle Instrumente in der Praxis. Begleitband zum Kongress VIP 97. Hüthig, Heidelberg 1997, ISBN 3-7785-2667-7.
- Ernst Messerschmid, Berndt Feuerbacher: Vom All in den Alltag. Der Weltraum – Labor und Marktplatz. Motorbuch, Stuttgart 2007, ISBN 978-3-613-02785-5.